# 25377 Rolaberee
A 25377 Rolaberee (ideiglenes jelöléssel 1999 TZ196) a Naprendszer kisbolygóövében található aszteroida. A LINEAR projekt keretében fedezték fel 1999. október 12-én.